# Артельська волость
Артельська волость — історична адміністративно-територіальна одиниця Павлоградського повіту Катеринославської губернії.
Станом на 1886 рік складалася з 18 поселень, 19 сільських громад. Населення — 2857 осіб (1190 осіб чоловічої статі та 1667 — жіночої), 549 дворових господарства.
|                     | Площа, десятин | У тому числі орної, дес. |
| ------------------- | -------------- | ------------------------ |
| Сільських громад    | 5372           | 2728                     |
| Приватної власності | 20808          | 6042                     |
| Казенної власності  | —              | —                        |
| Іншої власності     | 155            | 32                       |
| Загалом             | 26335          | 8802                     |

Найбільші поселення волості:
- Артельне (Чунихіно) — село при річці Орілька за 60 верст від повітового міста, 635 осіб, 104 двори, православна церква, школа, земська станція, 2 лавки, 3 ярмарки. За 19 верст — постоялий двір. За 15 верст — залізнична станція Краснопавлівка.
- Велика Царедарівка — село при ставку Бузиноватому, 740 осіб, 100 дворів, лавка.
- Веселе (Баштанівка, Катеринівка) — село при річці Орілька, 209 осіб, 37 дворів, лавка.
- Краснопавлівка (Юдика) — село при річці Орілька, 347 осіб, 62 двори, православна церква, школа, 3 лавки, постоялий двір, ярмарок.
- Петрівське (Синегубівка) — село при річці Орілька, 108 осіб, 24 двори, лавка, постоялий двір.
- Покровське (Яблочкіна) — село при річці Орілька, 81 особа, 15 дворів, лавка, постоялий двір.